# Secondo congresso continentale
(La risoluzione proposta da Richard Henry Lee il 7 giugno 1776 durante il Secondo congresso continentale)

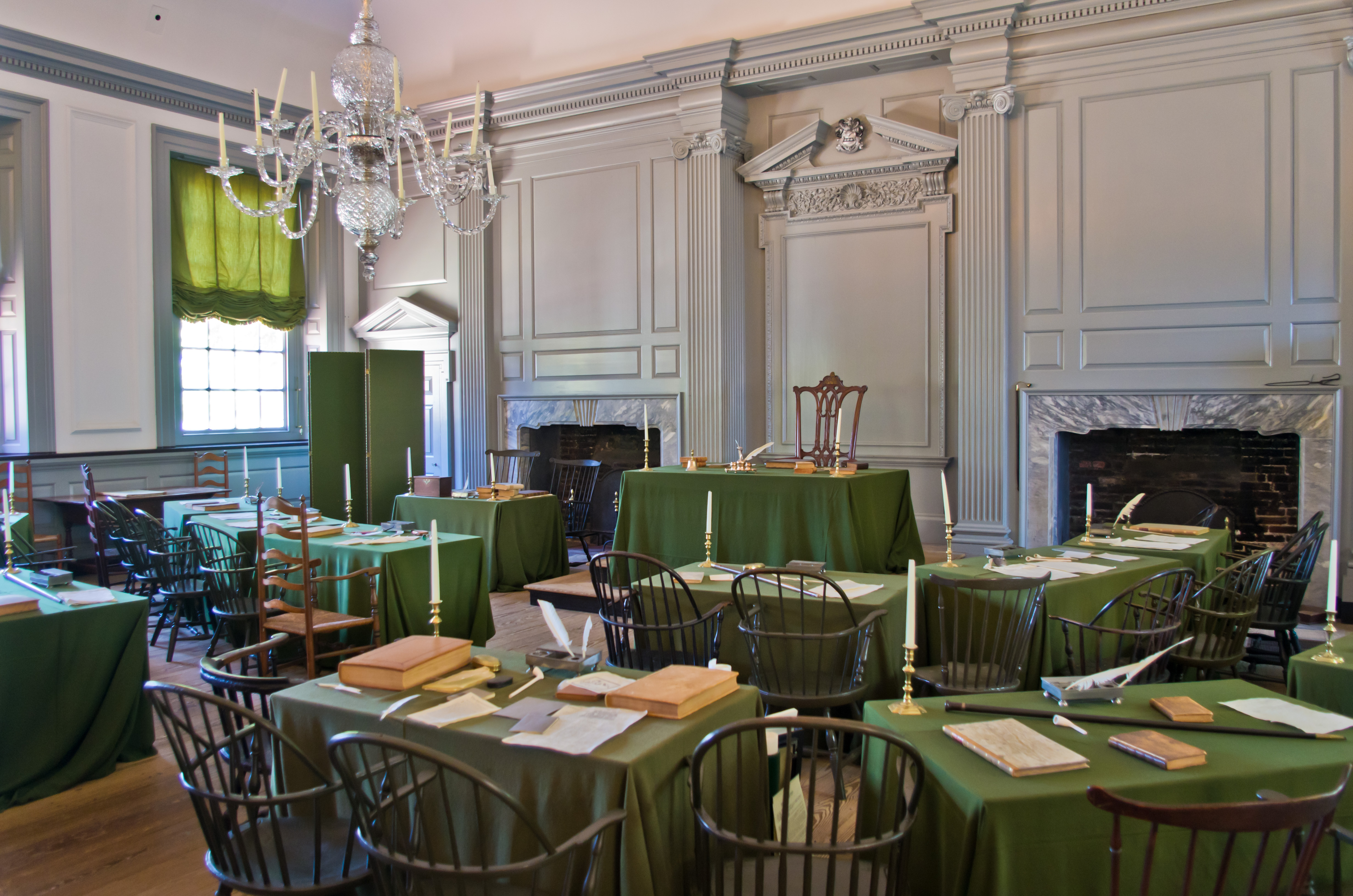
Interno di Independence Hall

Il Secondo Congresso Continentale fu la riunione di delegati delle Tredici Colonie avvenuta alla fine del XVIII secolo. Uniti a sostegno della Rivoluzione Americana e della conseguente Guerra d'indipendenza americana, essi posero le basi per l'emancipazione degli Stati Uniti dall'Impero britannico. Il Congresso costituì una nuova federazione, denominata inizialmente "Colonie Unite" e successivamente, nel 1776, ribattezzata "Stati Uniti d'America".
Le sessioni del Congresso iniziarono a Filadelfia il 10 maggio 1775, dopo le battaglie di Lexington e Concord, e vi parteciparono rappresentanti di 12 delle 13 colonie. Il Secondo Congresso succedette al Primo congresso continentale, che si era riunito sempre a Filadelfia dal 5 settembre al 26 ottobre 1774. All'inizio della Guerra d'Indipendenza, il Secondo Congresso funzionò come governo federale de facto, mobilitando le milizie, dirigendo la strategia, nominando diplomatici e redigendo petizioni come la dichiarazione delle cause e della necessità di prendere le armi e la petizione del ramo d'olivo.
Tutte le 13 colonie furono rappresentate al momento dell'approvazione della risoluzione di Lee, che dichiarò l'indipendenza dalla Gran Bretagna il 2 luglio 1776. Due giorni dopo, il Congresso approvò all'unanimità la Dichiarazione d'indipendenza degli Stati Uniti d'America.
Fino al 1º marzo 1781, il Congresso servì come governo provvisorio degli Stati Uniti d'America. In questo periodo, gestì con successo lo sforzo bellico, redasse gli Articoli della Confederazione e Perpetua Unione (la prima costituzione degli Stati Uniti), ottenne il riconoscimento diplomatico e il sostegno di nazioni straniere e risolse le questioni territoriali degli Stati a ovest dei Monti Appalachi.
Molti delegati che parteciparono al Secondo Congresso erano già stati presenti al Primo. Ancora una volta elessero Peyton Randolph come presidente del Congresso e Charles Thomson come segretario. Tra i nuovi arrivi di rilievo spiccarono Benjamin Franklin della Pennsylvania e John Hancock del Massachusetts. Entro due settimane, Randolph fu richiamato in Virginia per presiedere la House of Burgesses; Hancock gli succedette come presidente e Thomas Jefferson prese il suo posto nella delegazione della Virginia. Anche il numero di colonie partecipanti aumentò, poiché la Georgia sostenne il Congresso nel luglio 1775 e adottò l'embargo continentale sul commercio con la Gran Bretagna.

## Sessioni
| 10 maggio 1775 – 12 dicembre 1776 | 10 maggio 1775 – 12 dicembre 1776                                          |
| --------------------------------- | -------------------------------------------------------------------------- |
| Location:                         | Pennsylvania State House, Filadelfia, Provincia di Pennsylvania            |
| President:                        | Peyton Randolph (fino al 24 maggio 1775) John Hancock (dal 24 maggio 1775) |

| 20 dicembre 1776 – 27 febbraio 1777 | 20 dicembre 1776 – 27 febbraio 1777    |
| ----------------------------------- | -------------------------------------- |
| Location:                           | Henry Fite House, Baltimore (Maryland) |
| President:                          | John Hancock                           |

| 5 marzo – 18 settembre 1777 | 5 marzo – 18 settembre 1777                          |
| --------------------------- | ---------------------------------------------------- |
| Location:                   | Pennsylvania State House, Philadelphia, Pennsylvania |
| President:                  | John Hancock                                         |

| September 27, 1777 | September 27, 1777                    |
| ------------------ | ------------------------------------- |
| Location:          | Court House, Lancaster (Pennsylvania) |
| President:         | John Hancock                          |

| 30 settembre 1777 – 27 giugno 1778 | 30 settembre 1777 – 27 giugno 1778                                          |
| ---------------------------------- | --------------------------------------------------------------------------- |
| Location:                          | Court House, York (Pennsylvania)                                            |
| President:                         | John Hancock (until October 29, 1777) Henry Laurens (from November 1, 1777) |

| 2 luglio – 20 luglio 1778 | 2 luglio – 20 luglio 1778  |
| ------------------------- | -------------------------- |
| Location:                 | College Hall, Philadelphia |
| President:                | Henry Laurens              |

| 21 luglio 1778 – 1 marzo 1781 | 21 luglio 1778 – 1 marzo 1781 |
| ----------------------------- | --- |
| Location:                     | Pennsylvania State House, Filadelfia, Provincia di Pennsylvania                                                                             |
| President:                    | Henry Laurens (fino al 9 dicembre 1778) John Jay (dal 10 dicembre 1778 fino al 28 settembre 1779) Samuel Huntington (dal 28 settembre 1779) |

## Storia

### Governo de facto
Il Primo congresso continentale aveva inviato suppliche a Re Giorgio III affinché revocasse le Leggi intollerabili. Crearono anche l'Associazione Continentale per organizzare una protesta coordinata contro questi atti, boicottando le merci britanniche. Il Secondo Congresso Continentale si riunì il 10 maggio 1775 per pianificare ulteriori risposte se il governo britannico non avesse abrogato o modificato gli atti; tuttavia, la Guerra d'indipendenza americana era già iniziata a quel tempo con le battaglie di Lexington e Concord, e il Congresso fu chiamato a prendere in carico lo sforzo bellico.
Per i primi mesi della Guerra d'Indipendenza, i patrioti condussero la loro lotta in modo ampiamente improvvisato e non coordinato. Nonostante ciò, ebbero numerosi successi, sequestrando numerosi arsenali britannici, cacciando funzionari reali da diverse colonie e avviando l'assedio di Boston per impedire gli spostamenti via terra delle truppe britanniche ivi stanziate. Il 14 giugno 1775, il Secondo Congresso Continentale votò per creare l'Esercito Continentale dalle unità di milizia intorno a Boston, e il giorno successivo approvò all'unanimità una mozione che nominava George Washington della Virginia come comandante generale.
Il 6 luglio 1775, il Congresso approvò una dichiarazione delle cause e della necessità di prendere le armi che delineava la logica e la necessità di prendere le armi nelle Tredici Colonie. Due giorni dopo, i delegati firmarono la Petizione del ramo d'olivo a Re Giorgio III, affermando la lealtà delle colonie alla corona e implorando il re di impedire ulteriori conflitti. Tuttavia, quando il Segretario Coloniale Britannico Lord Dartmouth ricevette la petizione, Re Giorgio III aveva già emanato un proclama il 23 agosto 1775, in risposta alla Battaglia di Bunker Hill, dichiarando alcuni possedimenti americani continentali della Gran Bretagna in uno stato di quella che definiva una "aperta e manifesta ribellione". Di conseguenza, il re rifiutò di ricevere la petizione.
La Georgia non aveva partecipato al Primo Congresso Continentale e inizialmente non inviò delegati al Secondo. Ma con l'escalation della Guerra d'Indipendenza, i residenti di St. John's Parish, nell'attuale Contea di Liberty, inviarono Lyman Hall al raduno di Philadelphia per loro conto. Partecipò ai dibattiti ma non votò, poiché non rappresentava l'intera colonia. La situazione cambiò dopo luglio 1775, quando un Congresso provinciale decise di inviare delegati al Congresso Continentale e di adottare il divieto di commerciare con la Gran Bretagna.
Il Congresso Continentale non aveva alcuna esplicita autorità legale dal governo britannico di governare, ma assunse tutte le funzioni di un governo nazionale, tra cui la nomina di ambasciatori, la firma di trattati, la creazione di eserciti, la nomina di generali, l'ottenimento di prestiti dall'Europa, l'emissione di carta moneta chiamata dollaro continentale e l'erogazione di fondi. Il Congresso non aveva l'autorità di imporre tasse e doveva richiedere ai singoli stati denaro, rifornimenti e truppe per sostenere lo sforzo bellico. Spesso i singoli stati ignoravano queste richieste.
Il Congresso si stava muovendo verso la dichiarazione di indipendenza dall'Impero Britannico nel 1776, ma molti delegati mancavano dell'autorità concessa dai governi locali per intraprendere un'azione così drastica. I sostenitori dell'indipendenza si mossero affinché i governi coloniali riluttanti rivedessero le istruzioni fornite alle loro delegazioni, o addirittura sostituissero quei governi che non autorizzavano l'indipendenza.
Il 10 maggio 1776, il Congresso approvò una risoluzione che raccomandava a qualsiasi colonia con un governo non incline all'indipendenza di formarne uno favorevole. Il 15 maggio adottarono un preambolo più radicale a questa risoluzione, redatto da John Adams, che consigliava di abbandonare i giuramenti di fedeltà e sopprimere l'autorità della Corona in qualsiasi governo coloniale che traesse ancora il proprio potere dal monarca britannico. Lo stesso giorno, la Convenzione della Virginia incaricò la propria delegazione a Filadelfia di proporre una risoluzione che chiedesse una dichiarazione di indipendenza, la formazione di alleanze estere e una confederazione degli stati. La risoluzione di indipendenza venne rimandata di diverse settimane, poiché i sostenitori dell'indipendenza consolidavano l'appoggio nei loro governi locali.
Il 7 giugno 1776, Richard Henry Lee presentò una risoluzione al Congresso, dichiarando l'indipendenza delle colonie. Esortò il Congresso a "prendere le misure più efficaci per formare alleanze estere" e a preparare un piano di confederazione per i nuovi stati indipendenti. Lee sosteneva che l'indipendenza fosse l'unico modo per assicurarsi un'alleanza straniera, poiché nessun monarca europeo avrebbe trattato con l'America se fosse rimasta colonia britannica. I leader americani avevano respinto il diritto divino dei re nel Nuovo Mondo, ma riconoscevano la necessità di dimostrare la loro credibilità nel Vecchio Continente.
Il Congresso adottò formalmente la risoluzione di indipendenza, ma solo dopo aver creato tre comitati sovrapposti per redigere la Dichiarazione, un Model Treaty e gli Articoli della Confederazione. La Dichiarazione annunciava l'ingresso degli stati nel sistema internazionale; il modello di trattato era stato progettato per stabilire amicizia e commercio con altri stati, e gli Articoli della Confederazione stabilivano "una ferma alleanza" tra i tredici stati liberi e indipendenti. Questi tre elementi costituivano insieme un accordo internazionale per istituire organismi centrali per condurre affari interni ed esteri vitali. Il Congresso approvò finalmente la risoluzione di indipendenza il 2 luglio 1776. Successivamente rivolse la propria attenzione a una spiegazione formale di questa decisione, la Dichiarazione di Indipendenza degli Stati Uniti, che fu approvata il 4 luglio e pubblicata poco dopo.

### Governo provvisorio
Il Congresso si spostò a Baltimora nell'inverno del 1776-1777 per evitare la cattura da parte delle forze britanniche che stavano avanzando verso Filadelfia. La taverna di Henry Fite era all'epoca l'edificio più grande di Baltimora e offriva al Congresso un luogo confortevole e abbastanza spazioso per le riunioni. La sua posizione, al limitare occidentale della città, la poneva fuori dalla portata della flotta della Royal Navy britannica, qualora avesse tentato di risalire il porto e il fiume Patapsco per bombardare la città. Il Congresso fu nuovamente costretto a fuggire da Filadelfia alla fine di settembre del 1777, quando le truppe britanniche occuparono la città; si spostò allora a York, in Pennsylvania, per proseguire i suoi lavori.
Il 15 novembre 1777, dopo oltre un anno di dibattiti, il Congresso approvò gli Articoli della Confederazione e li inviò agli stati per la ratifica. L'adozione della costituzione richiedeva l'approvazione di tutti i 13 stati. La proposta di Jefferson di un Senato a rappresentanza degli stati e di una Camera a rappresentanza del popolo venne respinta, ma un modello simile fu adottato in seguito dalla Costituzione degli Stati Uniti. Una questione dibattuta fu quella del peso politico: gli stati più grandi volevano avere voce in capitolo in misura maggiore, ma furono gli stati più piccoli a prevalere, temendo una situazione di tirannia. Si stabilì quindi che ogni stato avesse un voto. Un altro punto di discussione riguardava le rivendicazioni territoriali occidentali; gli stati che non avevano tali pretese volevano che quelli che le possedevano le cedessero al Congresso. Secondo quanto redatto, le rivendicazioni territoriali occidentali rimanevano nelle mani dei singoli stati. Il Congresso sollecitò agli stati di dare il loro assenso rapidamente, e la maggior parte lo fece. La Virginia fu la prima a ratificare il 16 dicembre 1777; 12 stati avevano ratificato gli Articoli entro febbraio 1779, a 14 mesi dall'inizio del processo. L'unico stato che si era inizialmente opposto, il Maryland, ratificò infine gli Articoli il 2 febbraio 1781, solo dopo che la Virginia ebbe ceduto al Congresso le sue rivendicazioni sui territori a nord del fiume Ohio.